# Leptothorax rugiceps
Leptothorax rugiceps är en myrart som först beskrevs av Carlos Guillermo Aguayo 1932.  Leptothorax rugiceps ingår i släktet smalmyror, och familjen myror. Inga underarter finns listade i Catalogue of Life.